# جوح باعي (لودر)

تعديل مصدري - تعديل

جوح باعي هي إحدى قرى عزلة زارة بمديرية لودر التابعة لمحافظة أبين، بلغ تعداد سكانها 27 نسمة حسب تعداد اليمن لعام 2004.